# Gálfalvi ütközet
A gálfalvi ütközet az 1848–49-es téli hadjárat egyik ütközete, melynek helyszíne Küküllő vármegyében, Szőkefalva és Vámosgálfalva között volt.
1849. január 16–17-én Puchner mozgósította csapatait, s Bem elé sietett. Január 16-án Gálfalva és Szőkefalva (Küküllő vármegye) között támadta meg Bem csapatait, de azok visszavetették egészen Borzásig. Az éjszaka folyamán Bem megerősítette állásait, s úgy helyezte el tüzérségét, hogy az egész csatamezőt tűz alatt tudja tartani.
Január 17-én Puchner újra támadott. A császári-királyi gyalogság egy ideig jól állta a tüzet, de aztán lassan visszavonult. 
Bem ezt észrevéve egy zászlóalját a befagyott Kis-Küküllőn át a császári-királyi hadtest balszárny oldalába küldte. 
Puchner erre elrendelte a visszavonulást, ám ez rövidesen pánikszerű futássá változott, noha az osztrák utóvéd keményen tartotta magát. Egy császári-királyi könnyűlovas főhadnagy egészen Bem környezetéig hatolt, s a tábornok csupán segédtisztjeinek köszönhette megmenekülését. A magyar veszteség kb. 80 halott és sebesült, a császári-királyi veszteség 26 halott, 15 sebesült és 214 eltűnt (fogoly) volt.